# Osella FA1C
La Osella FA1C è una vettura da Formula 1 realizzata dalla Osella Corse per il finale della stagione 1981 e per il campionato 1982.

## Tecnica
La vettura venne progettata da Giorgio Valentini, ma completamente rivista per il 1982 da Hervé Guilpin. Come propulsore la FA1C impiegava un Ford Cosworth DFV che erogava la potenza di 480 cv ed era gestito da un cambio manuale Hewland a sei rapporti. Il telaio era in monoscocca con struttura a nido d'ape compresa tra pannelli di alluminio: la FA1C è stata la prima vettura della casa torinese ad essere dotata di un telaio di questo tipo. Le sospensioni erano a bilanciere. La FA1C fu anche la prima vettura Osella con un'aerodinamica sviluppata in galleria del vento, affidandosi a quella dello Centro Ricerche Fiat di Orbassano.

## Le stagioni

### 1981
La vettura esordì al Gran Premio d'Italia 1981, disputando le ultime gare della stagione con Jean-Pierre Jarier. La FA1C riuscì a concludere la gara solo a Monza, mentre in Canada Jarier fu costretto al ritiro da un incidente con Héctor Rebaque e a Las Vegas ruppe la trasmissione alla partenza.

### 1982

Riccardo Paletti alla guida della FA1C al Gran Premio di San Marino 1982

Nel 1982, con piloti Jean-Pierre Jarier e il debuttante Riccardo Paletti e gomme Pirelli, vi erano molte aspettative, visto che per la prima volta Osella schierava una vettura con un moderno telaio monoscocca.
Nei primi tre gran premi della stagione Jarier arrivò al traguardo solo una volta, giungendo nono in Brasile, mentre Paletti mancò la qualificazione in ciascun appuntamento. Al Gran Premio di San Marino, disertato da quasi tutti i team inglesi, Jarier concluse quarto, ottenendo i primi punti della Osella in Formula 1.
Complessivamente Jarier riuscì a giungere al traguardo solo in tre occasioni, mentre Paletti riuscì a qualificarsi solo a tre Gran Premi: a Imola, dove si ritirò a causa della rottura di una sospensione, a Detroit, dove non partì a causa di un incidente nel warm up, e in Canada, dove fu coinvolto in un incidente mortale quando alla partenza colpì la Ferrari di Didier Pironi. A partire dal successivo Gran Premio d'Olanda la Osella schierò una sola vettura, nonostante il team valutò di sostituire Paletti con Piercarlo Ghinzani e Johnny Cecotto, che venne iscritto al Gran Premio d'Italia a cui non prese parte.
A partire dal Gran Premio di Germania la FA1C è stata sostituita dalla FA1D.

## Risultati
| Anno | Team                 | Motore       | Gomme | Piloti |  |  |  |  |  |  |  |  |  |  |  |  |   |     |     | Punti | Pos. |
| ---- | -------------------- | ------------ | ----- | ------ |  |  |  |  |  |  |  |  |  |  |  |  | - | --- | --- | ----- | ---- |
| 1981 | Osella Squadra Corse | Cosworth DFV | M     | Jarier |  |  |  |  |  |  |  |  |  |  |  |  | 9 | Rit | Rit | 0     | -    |

| Anno | Team                 | Motore       | Gomme | Piloti  |     |     |     |     |     |     |     |     |    |     |     |  |  |  |  |  | Punti | Pos. |
| ---- | -------------------- | ------------ | ----- | ------- | --- | --- | --- | --- | --- | --- | --- | --- | -- | --- | --- |  |  |  |  |  | ----- | ---- |
| 1982 | Osella Squadra Corse | Cosworth DFV | P     | Jarier  | Rit | 9   | Rit | 4   | Rit | NQ  | Rit | Rit | 14 | Rit | Rit |  |  |  |  |  | 3     | 12º  |
| 1982 | Osella Squadra Corse | Cosworth DFV | P     | Paletti | NQ  | NPQ | NQ  | Rit | NPQ | NPQ | NP  | Rit |    |     |     |  |  |  |  |  | 3     | 12º  |

| Legenda | 1º posto     | 2º posto | 3º posto    | A punti         | Senza punti/Non class.  | Grassetto – Pole position Corsivo – Giro più veloce |
| Legenda | Squalificato | Ritirato | Non partito | Non qualificato | Solo prove/Terzo pilota | Grassetto – Pole position Corsivo – Giro più veloce |